# Skrattepidemin i Tanganyika
Skrattepidemin i Tanganyika var ett utbrott av masshysteri eller masspsykos i form av skratt och gråt som skall ha inträffat i, eller nära, byn Kashasha på Victoriasjöns västkust i dagens Tanzania nära Kenya den 30 januari 1962, och därefter pågått i minst 2 år.
Epidemin tros ibland bestå i att tusentals människor skrattade kontinuerligt i månader, även om det inte behöver vara sant. Andra rapporter menar att epidemin bestod av tillfälliga skrattattacker bland grupper av människor, som inträffade i närheten av byn Kashasha med ojämna intervaller. Enligt rapporter gjorde skrattattacken folk oförmögna att arbeta när den slog till.
Den skola på vilken epidemin uppstod stängdes; barnen och föräldrarna spridde smittan till de närliggande områdena. Andra skolor, själva byn, samt andra byar, inkluderande tusentals personer, påverkades alla till någon grad. Cirka 2 år efter att epidemin slog ut började den att försvinna. Följande symptom rapporterades som lika vanliga som själva skrattandet: smärta, svimning, andningsproblem, utslag, gråtattacker och slumpmässigt skrikande.